# 最凶赤ちゃん計画
『最凶赤ちゃん計画』（原題：Little Man）は、2006年のアメリカ・カナダ映画。日本では2007年5月23日公開であり、ビデオスルーとなった。

## ストーリー
小柄なギャング・カルバンは、ある日、元相棒と共に宝石強盗をする。だが、警察から逃げる最中に見知らずの夫婦のかばんにダイヤを隠してしまい、そのまま持ち去られてしまう。やがて、夫婦の素性を調べたカルバンは、二人が子供をほしがっているのを知り、その小柄な体格を生かして子供に変装して近づこうとする。

## キャスト
| 役名         | 俳優                       | 日本語吹替 |
| ------------ | -------------------------- | ---------- |
| カルバン     | マーロン・ウェイアンズ     | 小森創介   |
| ダリル       | ショーン・ウェイアンズ     | 落合弘治   |
| パーシー・P  | トレイシー・モーガン       | 後藤敦     |
| ヴァネッサ   | ケリー・ワシントン         | 岡寛恵     |
| ポップス     | ジョン・ウィザースプーン   |            |
| グレッグ     | ロックリン・マンロー       |            |
| ウォーケン   | チャズ・パルミンテリ       | 西村知道   |
| ブルーノ     | ジョン・デサンティス       |            |
| ロスコ       | デイヴ・シェリダン         |            |
| ジャネット   | アレックス・ボースタイン   |            |
| ブリタニー   | ブリタニー・ダニエル       |            |
| サッカーマム | モリー・シャノン           |            |
| ジミー       | デヴィッド・アラン・グリア |            |

## 賞歴
受賞は太字、それ以外はノミネート。
2006年MTVムービー・アワード
- キス・シーン賞

第27回ゴールデンラズベリー賞
- 最低作品賞
- 最低男優賞
- 最低スクリーンカップル賞
- 最低リメイク及び盗作賞
- 最低監督賞
- 最低脚本賞